# Adolf Langer
Adolf Langer (11. června 1910 Rejchartice – 15. února 1986 Ostrava) byl český klarinetista, hudební skladatel, kapelník, překladatel a publicista.

## Život
V roce 1929 maturoval na reálném gymnáziu v Šumperku. Současně se vzdělával na tamější hudební škole (klarinet a klavír). V letech 1929–1935 studoval hru na klarinet a klavír na Německé hudební akademii v Praze, současně navštěvoval po čtyři semestry přednášky na Právnické fakultě Karlovy univerzity (1929–1931). Během studií hrál ve studentském orchestru Smiling Boys Ladislava Vachulky.
Od roku 1930 působil jako hudebník a kapelník několika tanečních a džezových souborů. V roce 1933 založil vlastní orchestr, s nímž vystupoval mimo jiné v rozhlase a nahrál přes 200 gramofonových desek pro společnosti Esta, His Master’s Voice a Ultraphon. Za okupace byl totálně nasazen v továrně (od roku 1942) a vězněn několik měsíců v koncentračním táboře (1943 a 1945). Po válce obnovil svoji kapelnickou činnost, jíž se věnoval až do počátku 50. let, kdy postupně přestal působit jako výkonný hudebník a zaměřil se na činnost skladatelskou, hudebně pedagogickou, překladatelskou a publicistickou. V letech 1954–1956 studoval soukromě skladbu u Jaroslava Řídkého.

## Činnost
Adolf Langer je autorem asi 60 skladeb zábavní a taneční hudby, pozornost věnoval také skladbám instruktivním. Jeho mazurka Brušperačka pro dechový orchestr byla odměněna v jubilejní soutěži Svazu českých skladatelů roku 1955. Psal drobné informativní příspěvky do zahraničních časopisů. Působil v kvalifikačních komisích a v různých festivalových a soutěžních porotách, zvláště pro dechové orchestry mladých.
Napsal tři školy pro akordeon a upravil pro něj přes 170 vlastních i cizích skladeb. Je spoluautor publikací Hrajeme na foukací harmoniku a Instrumentationslehre für Blasorchester (česky Instrumentace pro dechový orchestr). Spolupracoval také na knize Moderní instrumentace.
Přeložil do němčiny kolem 310 českých vokálních kompozic, jako například kantáty, opery či písně, dále 35 nástrojových škol, asi tři tisíce článků, studií, kritik a rozborů skladeb. Dále vydal pět sbírek českých národních písní spolu s jejich překlady do němčiny. Pod pseudonymy Martin Trenk a Iwo Kawan přeložil do němčiny texty přes 600 textů tanečních písní. Překládal také cestopisy.
Za soustavnou skladatelskou, publicistickou a překladatelskou činnost obdržel Zlatý štít Pantonu a další vyznamenání.

## Dílo

### Hudební
výběr
- Na houpacím koni (1933)
- K palbě, pochod (1937)
- Zamilované klarinety, koncertní polka (1940)
- Dědečkův zamilovaný valčík (1947)
- Lehké prsty, intermezzo (1947)
- Zvonečky lásky, foxtrot (1947)
- Klarinety v náladě, polka (1952)
- Pochod motoristů, pochod (1954)
- Brušperačka, mazurka (1955)
- Bujarý, valčík (1955)
- Smím prosit, mazurka (1956)
- Povídavá polka pro 3 klarinety (1957)
- Růže a slova, valčík (1958)
- Variace na národní píseň (1962)
- Rozhněvaná polka (1965)
- Malá taneční suita – Mladí sólisté (1967)
- Malý koncertní valčík (1969)
- Jen klid, polka (1971)
- Con brio, valčík (1974)
- Klarinetová polka pro 4 klarinety (1976)
- Reminiscence (1976)
- Slovo má štěbenec, charleston pro sólový Es klarinet (1977)

### Překlady (výběr)
Podle zdroje
- Blues für den kleinen Jungen (Blues pro malého chlapce)
- Ein verregenter Sonntag (Včera neděle byla)
- Löscht alle Lichter aus (Zhasněte lampióny)
- Melniker Polka (Mělnická)
- Oma, lehr mich Charleston (Babičko, nauč mě charleston)
- PS-Charleston (Láska na kolech)
- Zwei blaue Luftballons (Dva modré balónky)